# Совимонт
Совимо́нт (фр. Sauvimont) — коммуна во Франции, находится в регионе Юг — Пиренеи. Департамент — Жер. Входит в состав кантона Ломбес. Округ коммуны — Ош.
Код INSEE коммуны — 32420.

## География

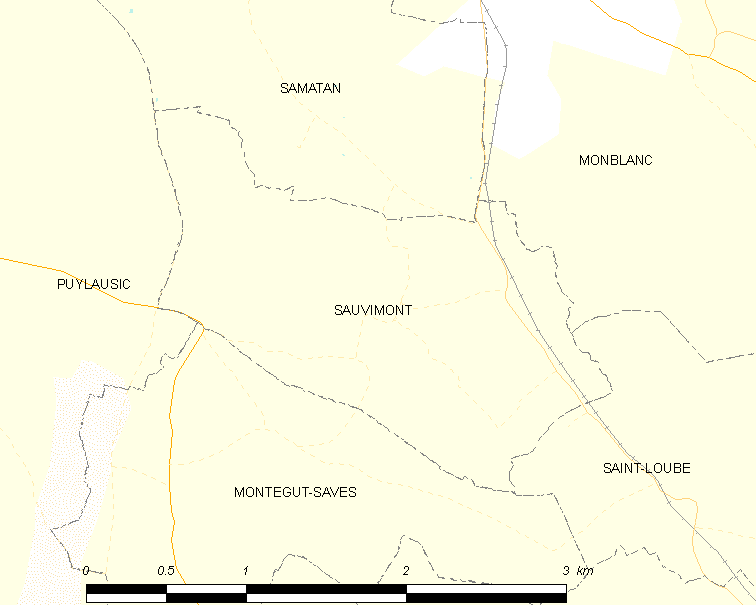
Карта коммуны

Коммуна расположена приблизительно в 610 км к югу от Парижа, в 45 км юго-западнее Тулузы, в 38 км к юго-восточнее от Оша.
По территории коммуны протекает небольшая река Осу.

## Климат
Климат умеренно-океанический. Лето жаркое и немного дождливое, температура часто превышает 35 °С. Зимой часто бывает отрицательная температура и ночные заморозки. Годовое количество осадков — 700—900 мм.

## Население
Население коммуны на 2010 год составляло 71 человек.
| 1962 | 1968 | 1975 | 1982 | 1990 | 1999 | 2010 |
| ---- | ---- | ---- | ---- | ---- | ---- | ---- |
| 72   | 58   | 49   | 37   | 42   | 39   | 71   |

## Администрация
| Период | Период | Фамилия           | Партия | Примечания |
| ------ | ------ | ----------------- | ------ | ---------- |
| 2001   | 2014   | Мариз Сент-Ливрад |        |            |
| 2014   | 2020   | Мариз Лакруа      |        |            |

## Экономика
В 2010 году среди 46 человек трудоспособного возраста (15-64 лет) 34 были экономически активными, 12 — неактивными (показатель активности — 73,9 %, в 1999 году было 69,2 %). Из 34 активных жителей работали 31 человек (18 мужчин и 13 женщин), безработных было 3 (0 мужчин и 3 женщины). Среди 12 неактивных 1 человек был учеником или студентом, 7 — пенсионерами, 4 были неактивными по другим причинам.